# Động vật gặm cỏ

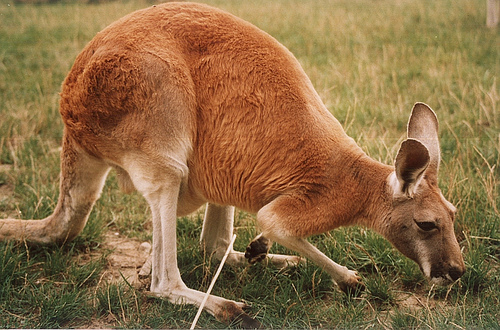
Macropus rufus đang gặm cỏ

Động vật gặm cỏ  là một dạng động vật ăn cỏ cùng các loại thực vật khác mọc sát mặt đất. Những động vật gặm cỏ không lấy nguồn dinh dưỡng bằng săn bắt các động vật khác và cũng không thuộc dạng ký sinh. Động vật gặm cỏ như trâu bò, cừu, ngựa tuy cùng là loài ăn cỏ cây với những loài gặm chồi như dê, hươu sao, tê giác Java vốn thích ăn đọt non và chồi trên cành cây lùm bụi nên môi trường sinh sống và chăn nuôi cũng khác nhau. Nhiều loài mục súc gặm cỏ, được chăn thả, góp phần quan trọng trong nông nghiệp, biến hóa cỏ rơm thành thịt, sữa, lông, da.

## Hình ảnh

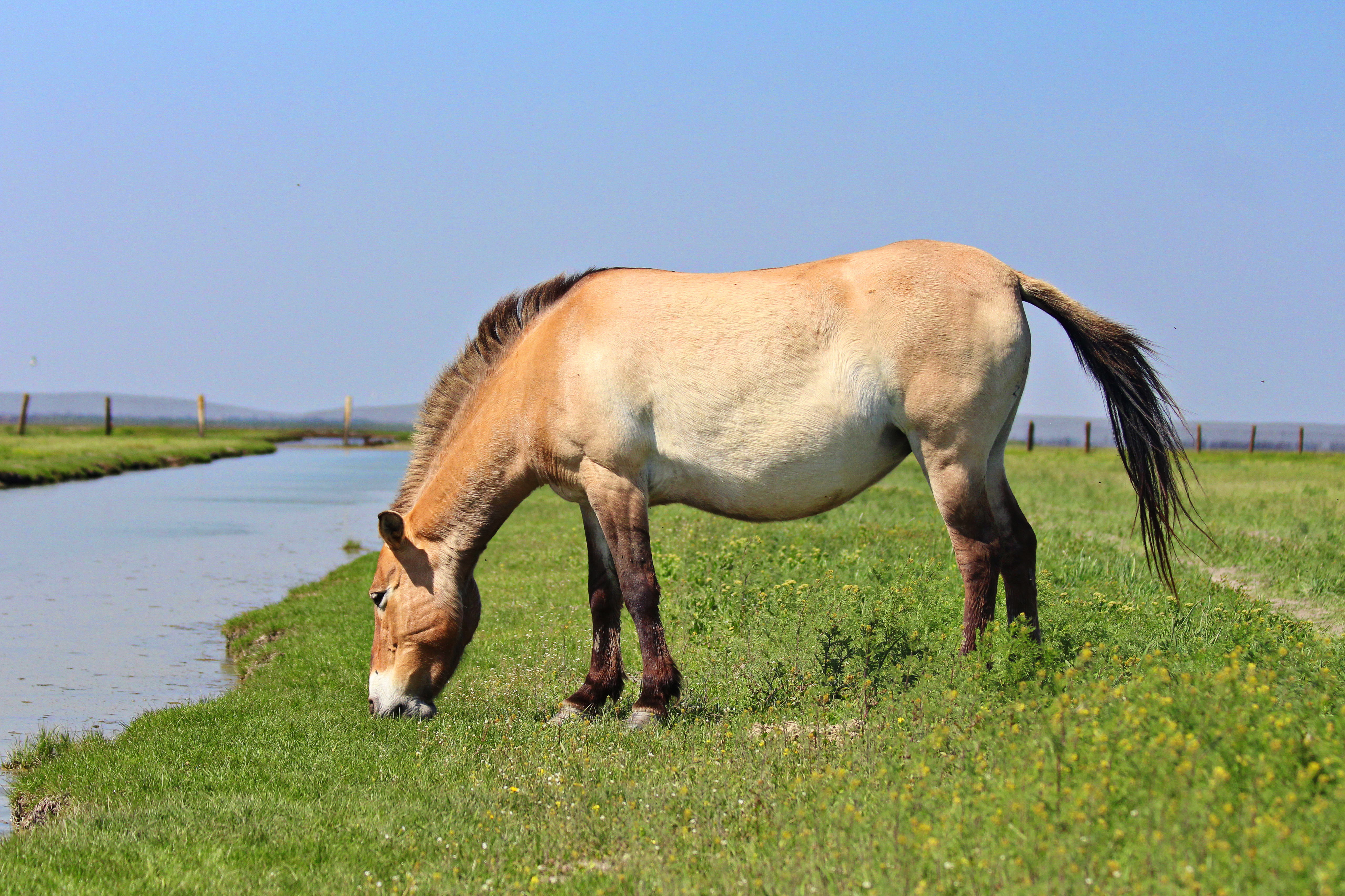
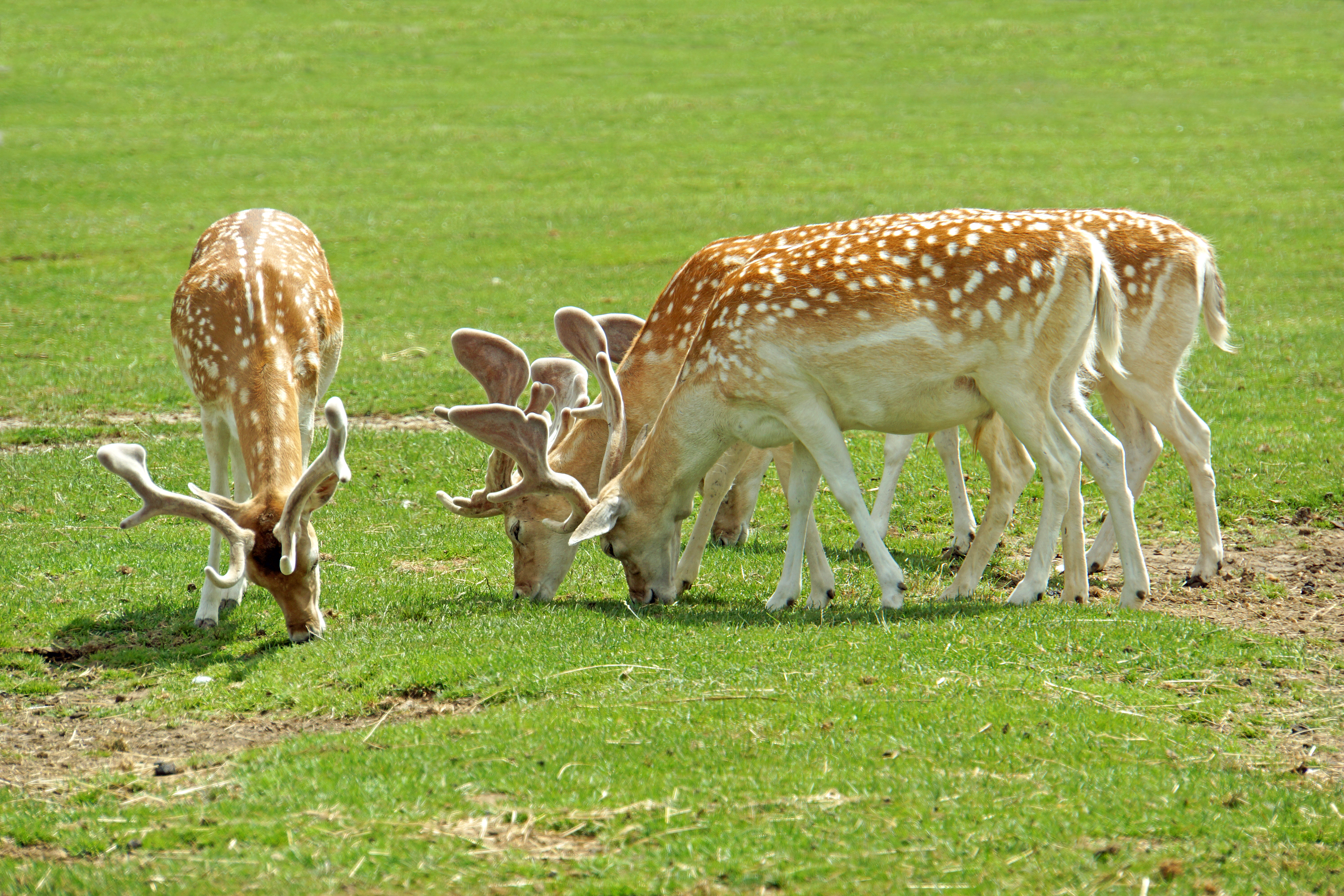
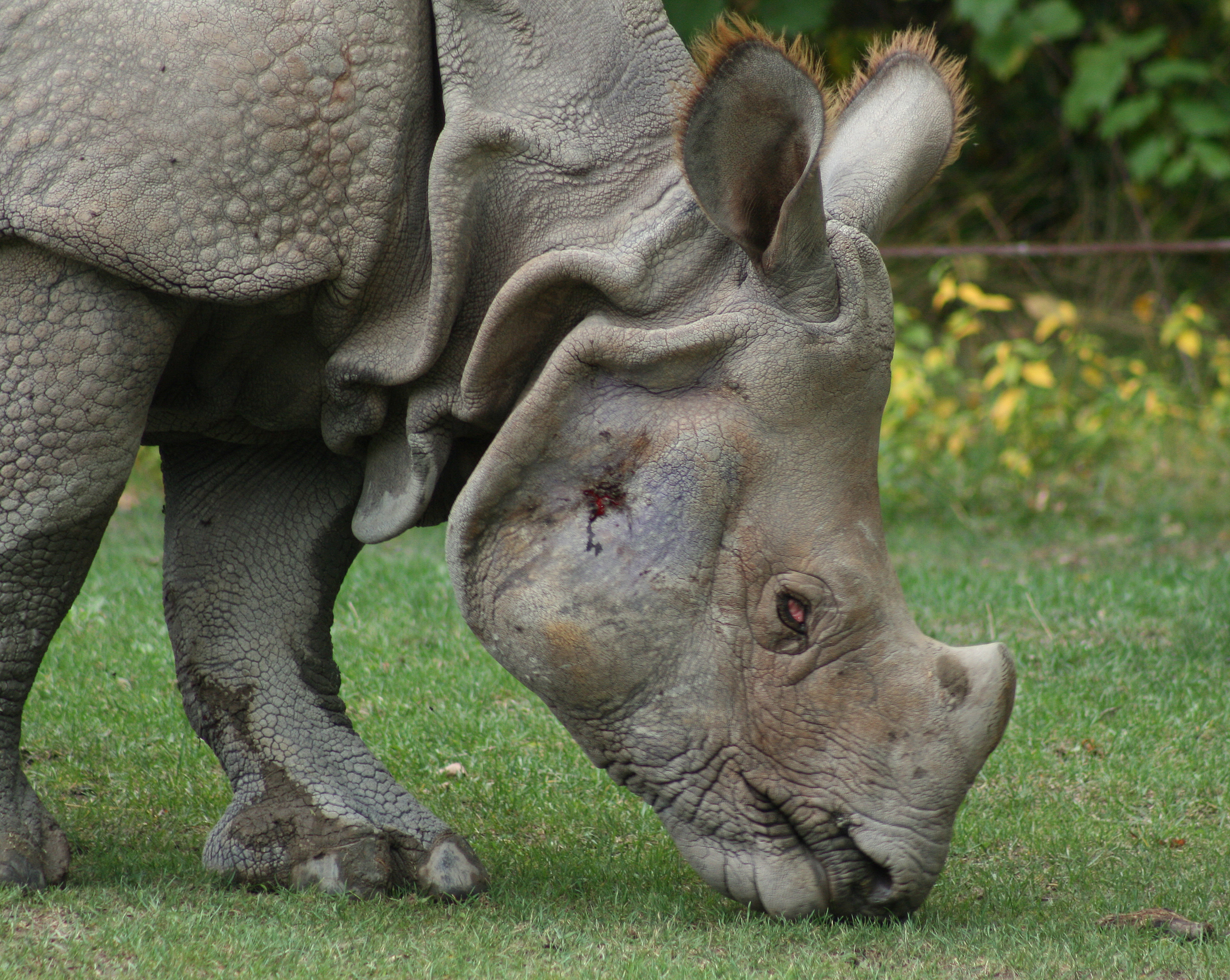
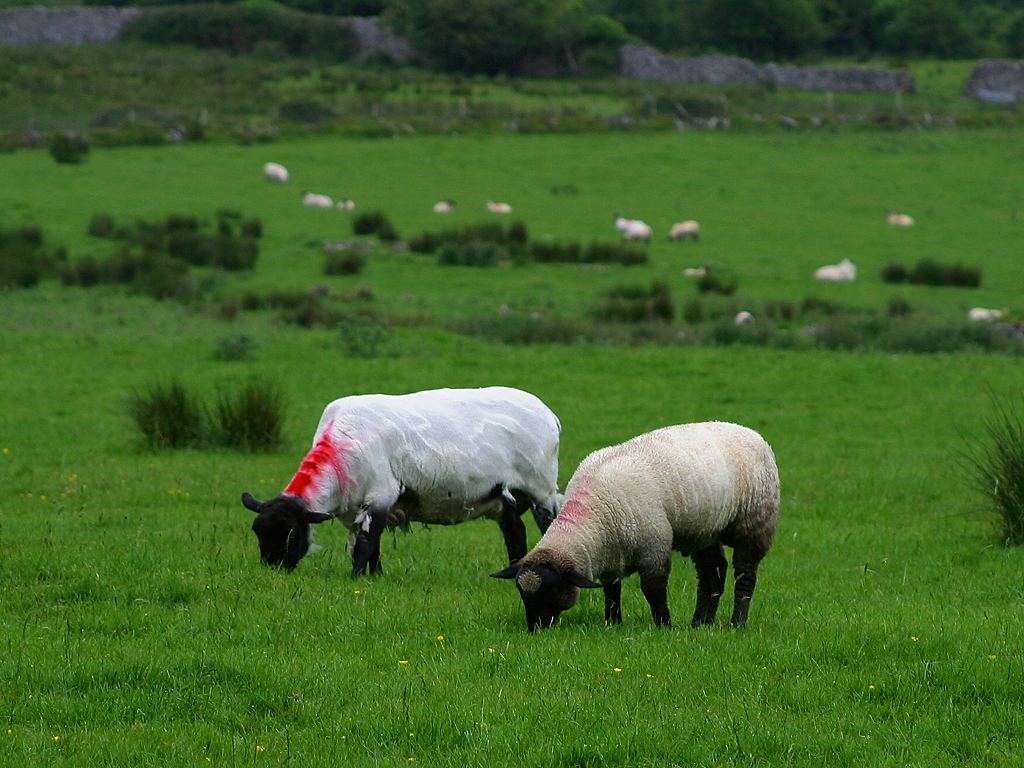
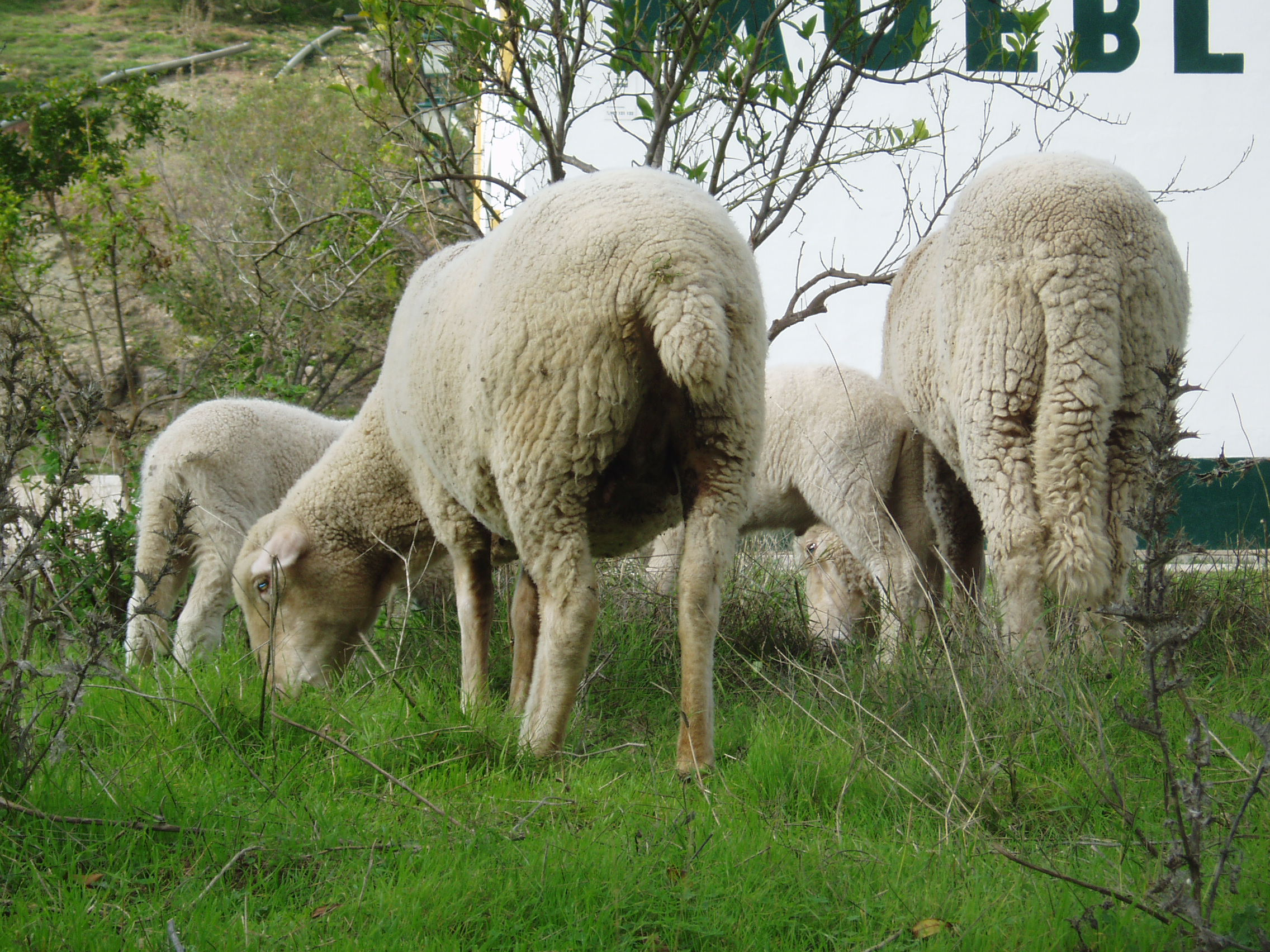
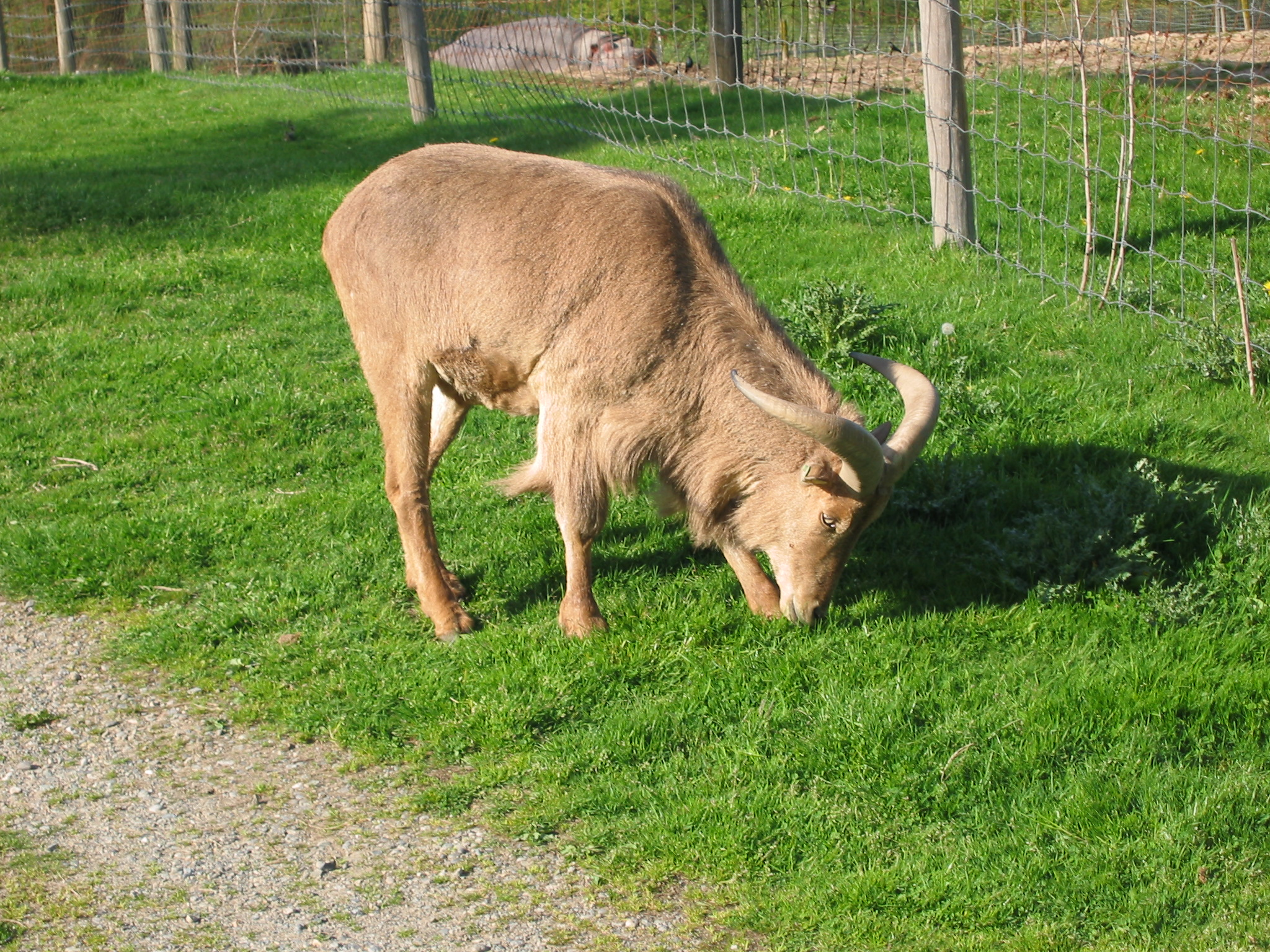
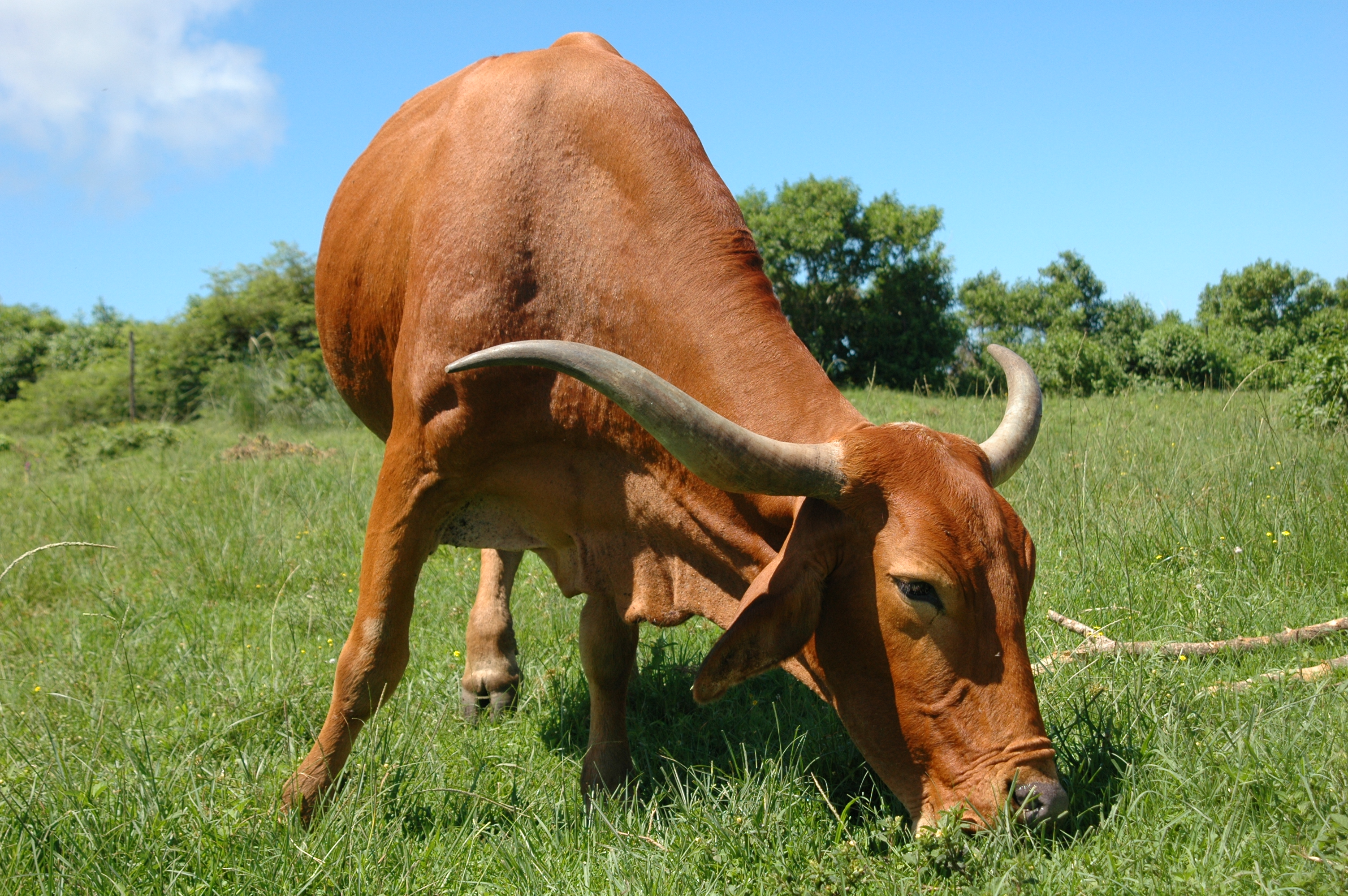
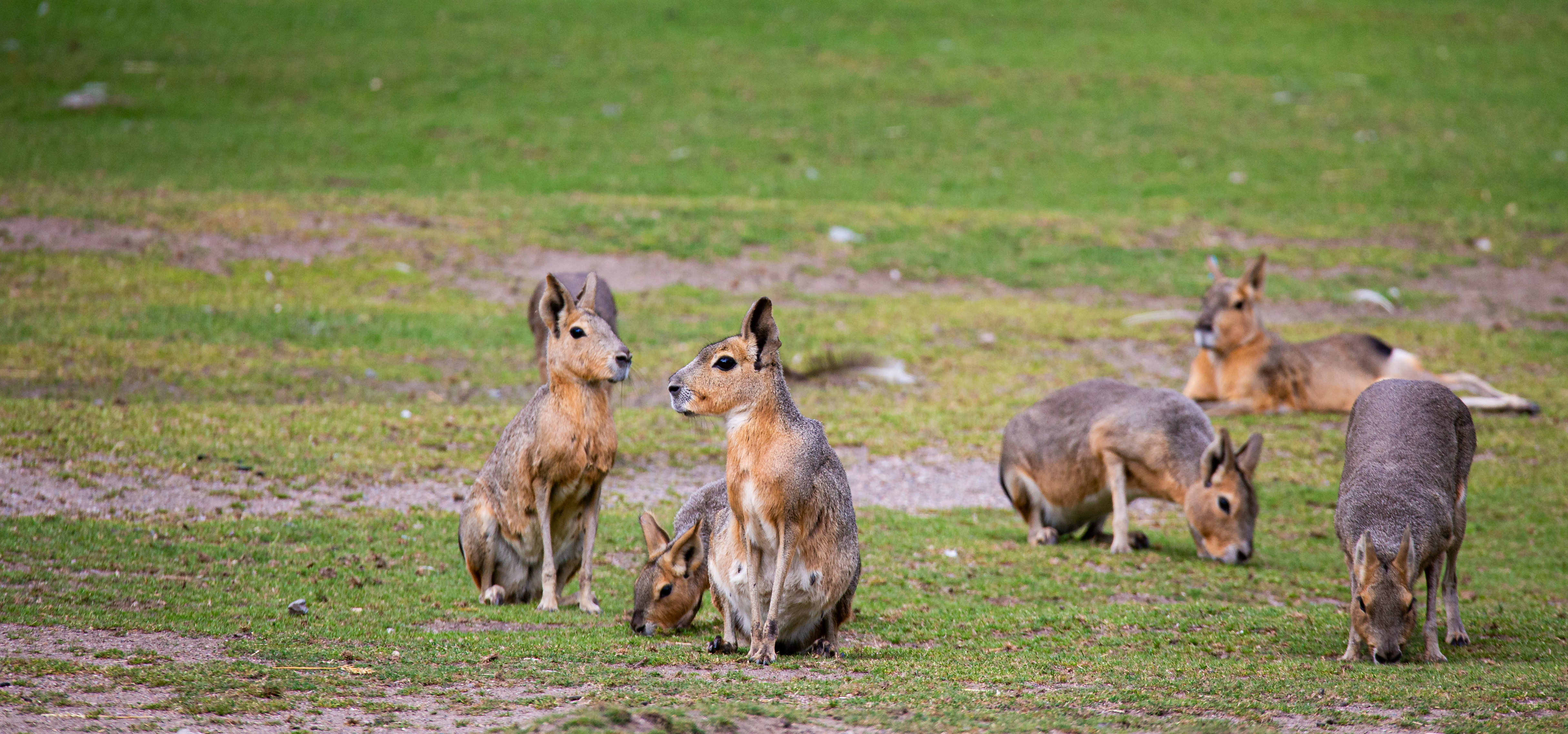
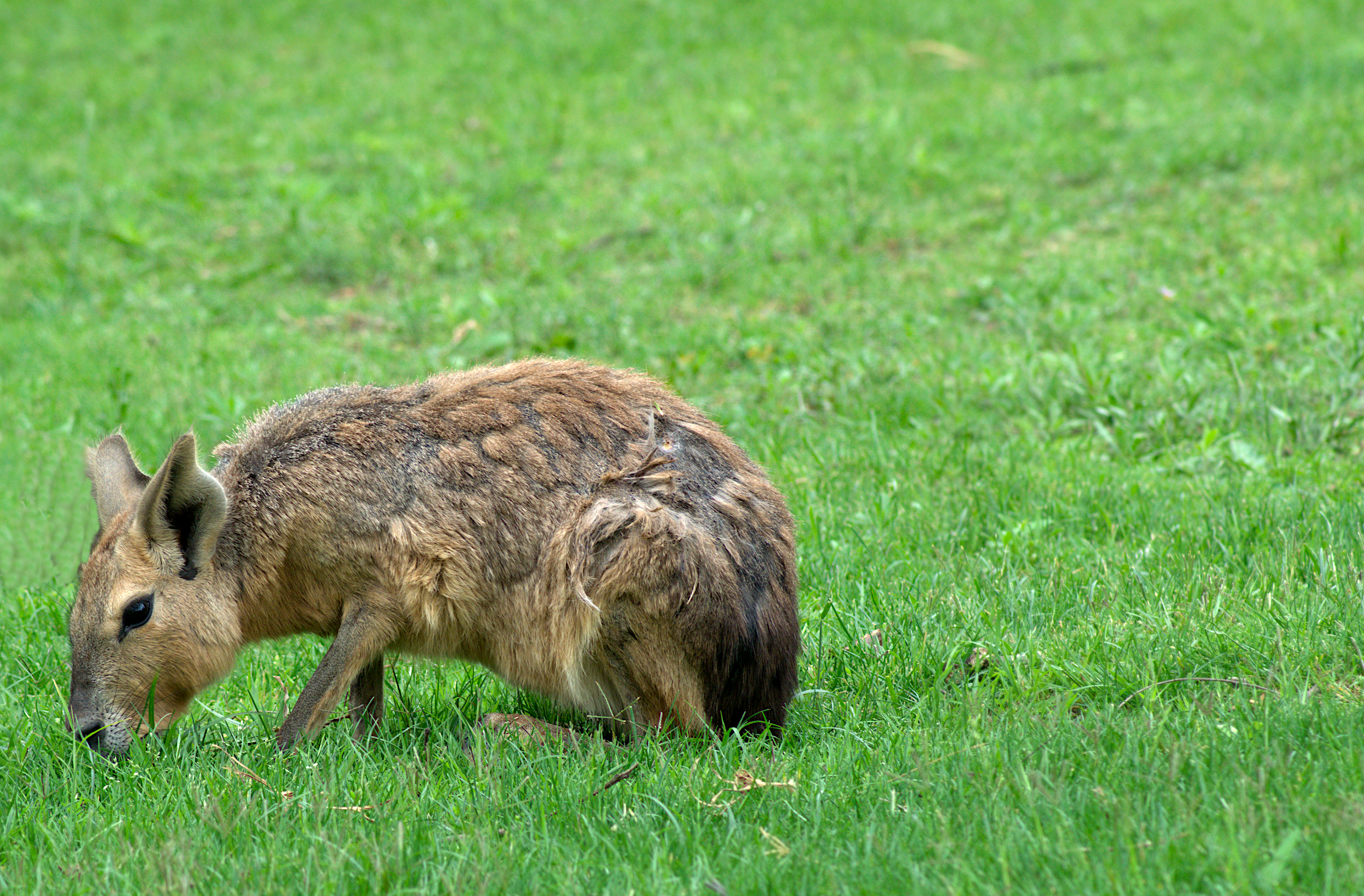